# Catherine Stihler
Catherine Stihler (født 30. juli 1973) er siden 1999 britisk medlem af Europa-Parlamentet, valgt for Labour Party (indgår i parlamentsgruppen S&D). I 2015 blev hun indsat som rektor for University of St Andrews efter Alistair Moffat.